# Antonio Adán
Antonio Adán Garrido (Mejorada del Campo, Madrid, 13 de mayo de 1987) es un futbolista español que juega como guardameta en el Esteghlal F. C. de la Iran Pro League.

## Trayectoria
Debutó en el Real Madrid C en la temporada 2004-2005. Allí estuvo dos años, donde se asentó como portero titular. Tras su actuación en el Europeo Sub-19, en la que fue el portero titular de la selección campeona, pasó a formar parte del Real Madrid Castilla, donde lució el dorsal número 1. Además, formó parte de la expedición del primer equipo por Estados Unidos, con Fabio Capello como entrenador.

### Real Madrid
Cuando el Real Madrid traspasó a Jordi Codina, Adán se convirtió en el tercer portero del conjunto blanco, con el dorsal 26. Aunque en la "era Mourinho" se le hizo una ficha del primer equipo con el dorsal 13.
El 8 de diciembre de 2010 debutó con el Real Madrid en un partido oficial en la Liga de Campeones al sustituir a Dudek por lesión en el partido contra el Auxerre.
El 13 de febrero de 2011 hizo su debut en Primera División, entrando en el Estadio Cornellá-El Prat en el minuto 2 tras la expulsión de Iker Casillas. Antonio Adán cuajó una buena actuación y el Real Madrid, con un jugador menos durante 88 minutos, se llevó la victoria frente al R. C. D. Español por 0-1.
Se convirtió en el segundo portero del Real Madrid para la temporada 2011-2012, al marcharse del club blanco Jerzy Dudek.
En diciembre de 2012 sustituyó al portero titular Iker Casillas del Real Madrid en varios partidos de la liga por decisión de su entrenador José Mourinho. Sin embargo, en enero de 2013 Casillas se lesionó en una mano y el club rápidamente fichó al segundo portero del Sevilla FC Diego López para sustituir a Casillas, relegando a Adán a la figura de tercer portero del Real Madrid.
El 2 de septiembre de 2013, el último día del mercado de fichajes de LaLiga, rescindió su contrato con el Real Madrid.

### Cagliari
Aunque se especuló con que había firmado un precontrato con el Málaga, terminó recalando en el Cagliari de la Serie A de Italia, debido a que el club andaluz solo le ficharía si uno de sus dos porteros (Willy Caballero o Carlos Kameni) salía del equipo en el mercado invernal de la temporada 2013-14. Con esto empieza su primera experiencia en el exterior y con la cual espera tener más continuidad con el fin de poder ser observado para integrar a futuro la selección mayor de España. El contrato firmado entre Adán y el Cagliari fue originalmente por los meses restantes de la temporada 2013-14 con opción a renovar por una más. La noticia fue confirmada el 19 de noviembre. Su debut con el Cagliari se produjo en la fecha 18 en el empate a cero frente al Chievo Verona teniendo una buena actuación y recibiendo la ovación de los seguidores del club.

### Real Betis

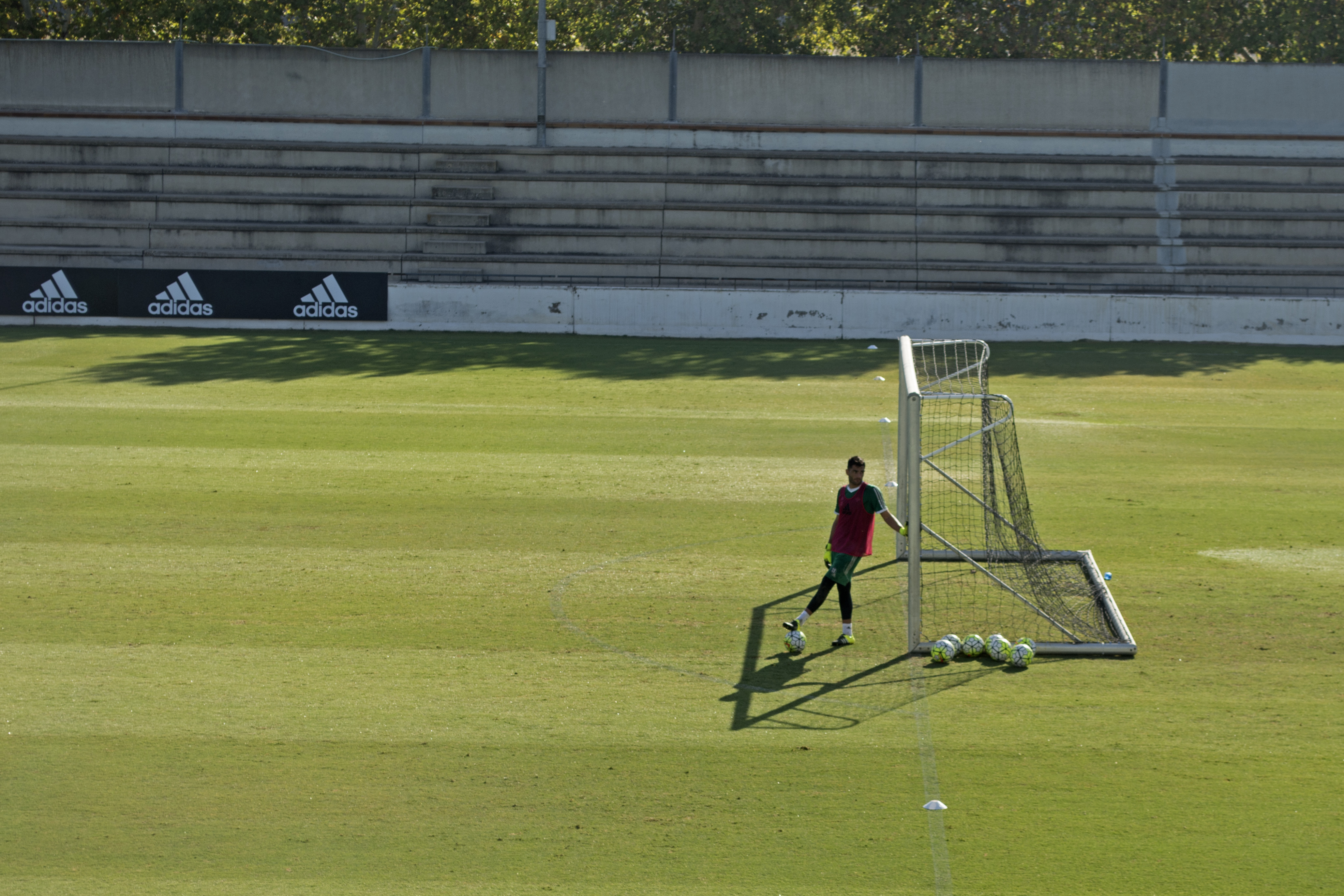
Adán durante un entrenamiento del Real Betis en 2015.

En enero de 2014 rescindió su contrato con el Cagliari y firmó con el Real Betis Balompié para lo que quedaba de la temporada 2013-2014. Tras sus buenas actuaciones con el equipo, y la buena relación con la afición bética, firma un contrato hasta junio de 2017, empezando aquí su nueva etapa de verdiblanco.
Pese a llevar poco tiempo, su actuación ante el Sevilla FC el 13 de marzo de 2014 en la ida de los 1/8 de final de la UEFA Europa League, en la que su equipo venció por 0-2 en el estadio del eterno rival, siendo el primer derbi en competiciones europeas de los equipos sevillanos, en el partido de vuelta ganó el Sevilla, clasificándose para la siguiente ronda europea y en la que culminó alcanzando nuevamente la copa de la Europa League para el equipo Sevilla Fc. Pese al poco tiempo que llevaba en el equipo sevillano, se convirtió en uno de los hombres más queridos por la afición verdiblanca. El 3 de agosto de 2014 fue nombrado capitán del Real Betis Balompié junto a Jorge Molina, Xavi Torres y Damien Perquis.

### Atlético de Madrid
El 23 de julio de 2018 firmó contrato con el Atlético de Madrid para las siguientes dos temporadas.
Debutó en la International Champions Cup, donde su equipo ganó el encuentro en la tanda de penaltis. Adán fue la figura del encuentro deteniendo tres penaltis en la tanda y marcando el penalti definitivo.

### Sporting de Portugal
El 20 de agosto de 2020 se hizo oficial su fichaje por el Sporting C. P. de la Primeira Liga. Estuvo cuatro temporadas en las que jugó 157 encuentros y ganó cinco títulos. Su contrato incluía una cláusula de renovación automática si disputaba un determinado número de partidos, pero debido a una lesión no llegó al mínimo y en junio de 2024 quedó libre. Desde entonces estuvo sin equipo hasta que en agosto de 2025 firmó por un año con el Esteghlal F. C. iraní.

## Selección nacional
Tras terminar la temporada 2005-06 fue convocado por la selección española sub-19 para participar en el Europeo sub-19 disputado en Polonia. Fue el portero titular, además de capitán, de la selección en todos los partidos salvo en el que les enfrentaba con Portugal.
Fue llamado posteriormente a la sub-21 para el Campeonato de Europa de play-off contra Italia en octubre de 2006, pero fue enviado al banquillo. España perdió 1-2 en el global.

## Estadísticas

### Clubes
Actualizado al último partido disputado el 25 de febrero de 2024.
| Club | Div           | Temporada     | Liga  | Liga    | Copas nacionales(1) | Copas nacionales(1) | Torneos internacionales(2) | Torneos internacionales(2) | Total | Total   | Media goleadora(3) |
| Club | Div           | Temporada     | Part. | G. Enc. | Part.               | G. Enc.             | Part.                      | G. Enc.                    | Part. | G. Enc. | Media goleadora(3) |
| --- | ------------- | ------------- | ----- | ------- | ------------------- | ------------------- | -------------------------- | -------------------------- | ----- | ------- | ------------------ |
| Real Madrid C. F. "C" · España | 3.ª           | 2004-05       | 15    | 11      | 0                   | 0                   | 0                          | 0                          | 15    | 11      | 0,73               |
| Real Madrid C. F. "C" · España | 3.ª           | 2005-06       | 36    | 29      | 0                   | 0                   | 0                          | 0                          | 36    | 29      | 0,81               |
| Real Madrid C. F. "C" · España | Total club    | Total club    | 51    | 40      | 0                   | 0                   | 0                          | 0                          | 51    | 40      | 0,78               |
| Real Madrid Castilla C. F. · España | 2.ª           | 2006-07       | 6     | 11      | 0                   | 0                   | 0                          | 0                          | 6     | 11      | 1,83               |
| Real Madrid Castilla C. F. · España | 2.ªB          | 2007-08       | 11    | 14      | 0                   | 0                   | 0                          | 0                          | 11    | 14      | 1,27               |
| Real Madrid Castilla C. F. · España | 2.ªB          | 2008-09       | 31    | 36      | 0                   | 0                   | 0                          | 0                          | 31    | 36      | 1,16               |
| Real Madrid Castilla C. F. · España | 2.ªB          | 2009-10       | 36    | 50      | 0                   | 0                   | 0                          | 0                          | 36    | 50      | 1,38               |
| Real Madrid Castilla C. F. · España | Total club    | Total club    | 84    | 111     | 0                   | 0                   | 0                          | 0                          | 84    | 111     | 1,32               |
| Real Madrid C. F. · España | 1.ª           | 2010-11       | 3     | 0       | 1                   | 0                   | 1                          | 2                          | 5     | 2       | 0,40               |
| Real Madrid C. F. · España | 1.ª           | 2011-12       | 1     | 1       | 2                   | 2                   | 2                          | 1                          | 5     | 4       | 0,80               |
| Real Madrid C. F. · España | 1.ª           | 2012-13       | 3     | 4       | 4                   | 4                   | 1                          | 1                          | 8     | 9       | 1,13               |
| Real Madrid C. F. · España | Total club    | Total club    | 7     | 5       | 7                   | 6                   | 4                          | 4                          | 18    | 15      | 0,83               |
| Cagliari Calcio · Italia | 1.ª           | 2013-14       | 2     | 4       | 0                   | 0                   | 0                          | 0                          | 2     | 4       | 2                  |
| Cagliari Calcio · Italia | Total club    | Total club    | 2     | 4       | 0                   | 0                   | 0                          | 0                          | 2     | 4       | 2                  |
| Real Betis Balompié · España | 1.ª           | 2013-14       | 17    | 31      | 0                   | 0                   | 4                          | 3                          | 21    | 34      | 1,61               |
| Real Betis Balompié · España | 2.ª           | 2014-15       | 40    | 35      | 0                   | 0                   | 0                          | 0                          | 40    | 35      | 0,88               |
| Real Betis Balompié · España | 1.ª           | 2015-16       | 36    | 50      | 1                   | 4                   | 0                          | 0                          | 37    | 54      | 1,46               |
| Real Betis Balompié · España | 1.ª           | 2016-17       | 37    | 62      | 0                   | 0                   | 0                          | 0                          | 37    | 62      | 1,68               |
| Real Betis Balompié · España | 1.ª           | 2017-18       | 30    | 53      | 0                   | 0                   | 0                          | 0                          | 30    | 53      | 1,77               |
| Real Betis Balompié · España | Total club    | Total club    | 160   | 231     | 1                   | 4                   | 4                          | 3                          | 165   | 238     | 1,44               |
| Atlético de Madrid · España | 1.ª           | 2018-19       | 1     | 2       | 4                   | 4                   | 0                          | 0                          | 5     | 6       | 1,2                |
| Atlético de Madrid · España | 1.ª           | 2019-20       | 1     | 0       | 1                   | 2                   | 0                          | 0                          | 2     | 2       | 1                  |
| Atlético de Madrid · España | Total club    | Total club    | 2     | 2       | 5                   | 6                   | 0                          | 0                          | 7     | 8       | 1,14               |
| Sporting C. P. Portugal | 1.ª           | 2020-21       | 32    | 19      | 3                   | 1                   | 2                          | 4                          | 37    | 24      | 0.65               |
| Sporting C. P. Portugal | 1.ª           | 2021-22       | 33    | 23      | 5                   | 6                   | 7                          | 13                         | 45    | 42      | 0.93               |
| Sporting C. P. Portugal | 1.ª           | 2022-23       | 31    | 29      | 4                   | 3                   | 11                         | 11                         | 46    | 43      | 0.93               |
| Sporting C. P. Portugal | 1.ª           | 2023-24       | 22    | 22      | 0                   | 0                   | 6                          | 7                          | 28    | 29      | 1.04               |
| Sporting C. P. Portugal | Total club    | Total club    | 118   | 93      | 12                  | 10                  | 26                         | 35                         | 156   | 138     | 0.88               |
| Total carrera | Total carrera | Total carrera | 445   | 505     | 25                  | 26                  | 34                         | 42                         | 504   | 570     | 1.13               |
| (1) Incluye datos de la Copa del Rey / Supercopa de España (2010-2013) y de la Copa Italia. (2) Incluye datos de la Liga de Campeones de la UEFA (2010-13) y Liga Europa de la UEFA (2013-14-act.). (3) Media de goles recibidos por encuentro. No incluye goles (recibidos o anotado) en partidos amistosos. |               |               |       |         |                     |                     |                            |                            |       |         |                    |

## Palmarés

### Títulos nacionales
| Título                      | Club                  | País     | Año  |
| --------------------------- | --------------------- | -------- | ---- |
| Tercera División            | Real Madrid C. F. "C" | España   | 2006 |
| Copa del Rey                | Real Madrid C. F.     | España   | 2011 |
| Primera División            | Real Madrid C. F.     | España   | 2012 |
| Supercopa de España         | Real Madrid C. F.     | España   | 2012 |
| Segunda División            | Real Betis Balompié   | España   | 2015 |
| Copa de la Liga de Portugal | Sporting C. P.        | Portugal | 2021 |
| Primeira Liga               | Sporting C. P.        | Portugal | 2021 |
| Supercopa de Portugal       | Sporting C. P.        | Portugal | 2021 |
| Copa de la Liga de Portugal | Sporting C. P.        | Portugal | 2022 |
| Primeira Liga               | Sporting C. P.        | Portugal | 2024 |

### Títulos internacionales
| Título              | Club (*)           | Sede    | Año  |
| ------------------- | ------------------ | ------- | ---- |
| Europeo sub-19      | España             | Polonia | 2006 |
| Supercopa de Europa | Atlético de Madrid | Tallin  | 2018 |

(*) Incluyendo la selección.

### Distinciones individuales
| Distinción     | Año  |
| -------------- | ---- |
| Trofeo Gourmet | 2017 |